# Wakatu
Pour les articles homonymes, voir Whakatū et WKT.
Le Wakatu — nommé Hallertau Aroma jusqu’en 2011 — est une variété néo-zélandaise de houblon (Humulus lupulus) destinée à la production de bière, qui a un profil à la fois aromatique et amérisant. Il est également connu sous le code international  WKT, ou sous l’identifiant de recherche 77-05 ou le nom complet Wakatu Brand 77-05.

## Historique
La variété est développée par le département de Recherche scientifique et industrielle (en) (DSIR) de Nouvelle-Zélande, au centre de recherche sur le houblon (Hop Research Station) de Riwaka. Elle devient disponible en 1988, sous le nom de Hallertau Aroma.
Il s’agit d’une variété de houblon triploïde — donc sans graines, pesantes donc coûteuses et inutiles lors du brassage —, domaine dans lequel la recherche néo-zélandaise était pionnière dès le milieu des années 1970 avec du Willamette, et reconnue en 1986.
Elle tient pour deux tiers du Hallertau Mittlefrüh, un houblon « noble » et historique d’Allemagne, et pour un tiers d’une pollinisation libre (en) par un houblon mâle non identifié,. Ses caractéristiques en font rapidement la principale variété de culture du pays.
Dès 1990, l’une des plus importantes brasseries américaines, la brasserie Coors, importe des houblons néo-zélandais et notamment du Hallertau Aroma pour en faire de l’extrait de houblon liquide et les incorporer à ses bières, dont la Killian’s version américaine.
Le Hallertau Aroma est renommé en 2011 « Wakatu » (en entier, « Wakatu Brand 77-05 »),. Des procédures de dépôt de la marque sont entamées en 2016 en Nouvelle-Zélande et aux États-Unis, mais sont discontinuées et abandonnées en 2019,.

## Caractéristiques

### Utilisations et alternatives
Le Wakatu a des caractéristiques intéressantes pour la production de bière. C’est un houblon « à double usage », utilisé à la fois pour son profil aromatique (mais rarement seul) et pour sa capacité à amériser (notamment par les productions semi-industrielles).
Il est considéré assez polyvalent : il est utilisé dans des bières de fermentation basse (lagers ou pils), comme de fermentation haute (ales de type belge). Certains brasseurs le déconseillent spécifiquement pour un usage en houblonnage à cru (dry hopping).
Il peut être remplacé par du Perle, par son parent le Hallertau Mittelfrüh, ou par du Nelson Sauvin. Il rappelle aussi le Liberty ou le Mount Hood, tous deux des variétés triploïdes américaines (de 1983 et 1989) ayant des parents de la famille des Hallertau.

### Amertume et conservation
| Mesure       | Min.  | Max.  |
| ------------ | ----- | ----- |
| Acides alpha | 6,5 % | 8,5 % |
| Acides bêta  | 8,0 % | 8,5 % |
| Rapport α/β  | 0,8   | 1,0   |

Le brassage du Wakatu génère un taux d’acides alpha largement suffisant pour servir de houblon amérisant, compris entre 6,5 % et 8,5 %. Il génère aussi un fort taux d’acides bêta, identique voire supérieur à celui des acides alpha, autour de 8,0 % ou 8,5 %.
Le Wakatu possède un taux de cohumulone parmi les acides alpha générés relativement faible, autour de 28 % ou 30 %. Cet acide alpha est en général tenu pour responsable d’une amertume « dure », et ce taux peut monter dans certains houblons jusqu’à 65 %.
Les proportions presque identiques entre les acides alpha et les acides beta générés conduit à une détérioration de l’amertume durant le vieillissement de la bière. Le Wakatu est présenté comme conservant par contre correctement son arôme au long terme.

### Arômes
| Huile         | Moy.   |
| ------------- | ------ |
| Myrcène       | 35,5 % |
| Humulène      | 16,8 % |
| Caryophyllène | 8,2 %  |
| Farnésène     | 6,7 %  |
| Xanthohumol   | 0,4 %  |
| Autres        | 32,4 % |

Les cônes de Wakatu ont une odeur qui rappelle l’agrume, voire un zeste de citron vert. Après brassage, ils donnent aux bières un arôme qui tend vers le citron ou le citron vert, mais garde un côté « floral » et « épicé » comme son parent le Hallertau Mittelfrüh.
Le côté « agrume » du Wakatu est dû au taux moyen de myrcène parmi ses composants oléagineux (35,5 %), supérieur à celui du Hallertau Mittelfrüh (vers 15 %), mais inférieur par exemple à celui de houblons comme le Citra (qui atteint 60 % voire 70 %).
Le côté épicé vient de la proportion de humulène, autour de 17,8 %, inférieure à celle du Hallertau Mittelfrüh (autour de 55 %) ; le taux de caryophyllène est également de moitié moindre. Le Wakatu possède par contre du farnésène, ce qui est plutôt rare.

### Culture
Le Wakatu se récolte aujourd’hui à la mi-saison, mais cela a évolué : en 2008, le site de New Zealand Hops Limited indiquait « début ou milieu de saison », en 2001 « début », et avant 2000 le Hallertau Aroma était toujours le premier houblon récolté,.
Les plants grandissent à la fin de printemps, et ont un bon rendement. Les cônes sont de taille moyenne, assez aérés, et ont une excellente conservation. La résistance aux maladies usuelles du houblon n’est pas précisée, de par leur absence dans le pays.
Du fait de son origine non-américaine et de sa relativement faible production — bien qu’importante au regard de la production néo-zélandaise —, il n’est pas disponible dans le commerce en poudre de lupuline ou autres extraits de houblon solides ou liquides.

## Exemples de bières
- Dans les années 1990 au moins, la brasserie Coors a utilisé du Hallertau Aroma dans plusieurs de ses bières parmi lesquelles la George Killian’s version américaine — une bière de fermentation basse à moins de 5° —, sous forme d’extrait de houblon liquide[2].
- Dès la fin des années 1990, des microbrasseurs américains utilisaient du Hallertau Aroma. Une American Premium par Sean Bosch de Wading River dans l’État de New York a ainsi remporté un concours régional dans la catégories des « lagers légers »[N 8],[2].
- Diverses bières ont été nommées d’après le Wakatu : la Rousse Wakatu de la brasserie de la Bizhhh basée au Rheu en France[20], la Wakatu Red de Reason Beer basée à Charlottesville aux États-Unis[21], la Wakatu de Brekeriet basée à Landscrone en Suède[22], etc.
- Il y a des bières single hop (avec un seul houblon) au Wakatu, par exemple la Single Hop Ale Wakatu de la brasserie MadCat basée à Kamenice nad Lipou en Tchéquie[23], ou la Wakatu Single Hop de Ards Brewing Co. basée à Greyabbey (en) en Irlande du Nord[24].
- Pour montrer la polyvalence du Wakatu : la brasserie Dunham située à Dunham au Canada brasse la Leo’s Early Breakfast, une bière houblonnée à cru (dry hop) avec ce houblon, qui a en plus la particularité d’être vieillie 8 mois en barriques de vin rouge[25].